# 武政栄次郎
武政 栄次郎（武政 榮次郎、たけまさ えいじろう、1864年 - 没年不明）は、日本の篤農家、政治家。埼玉県大里郡榛沢村長。榛沢村農会長。

## 経歴
榛沢村助役を経て、1906年12月に榛沢村長に就任し、1910年12月に退職する。榛沢村会議員、大里郡会議員に選ばれる。

## 人物
住所は埼玉県大里郡榛沢村大字後榛沢（のち岡部町、現・深谷市）。